# Лесли Глас
Лесли Глас (на английски: Leslie Glass) е американска журналистка, филантроп, режисьорка и писателка на произведения в жанра трилър, криминален роман и любовен трилър.

## Биография и творчество
Лесли Глас е родена на 15 април 1945 г. в Ню Йорк, САЩ, в семейство на телевизионния продуцент Милтън Гордън и на социалната активистка Елинор Гордън. Има брат. Учи в колежите „Манес“ и „Сара Лорънс“, където получава бакалавърска степен.
Започва кариерата си в издателската индустрия и публикува колона „Intelligencer“ в списание „Ню Йорк“ за работата на полицейското управление. Когато ражда децата си напуска робота и започва да пише на свободна практика. Пише стати и пиеси. Нейни разкази са публикувани в списанията „Редбук“ и „Космополитън“. Работила е и като сценарист към сапунената опера „Пътеводна светлина“.
Първият ѝ роман „Getting Away With It“ е публикуван през 1976 г. Вторият ѝ роман „Modern Love“ он 1983 г. има по-сериозен успех и е преведен на няколко езика. Постепенно тя се обръща към криминалния жанр.
Първият ѝ криминален трилър „Огън в пясъка“ от бестселъровата поредица „Ейприл Ву“ е публикуван през 1993 г. Главната героиня е детектива от отдел „Убийства“ Ейприл Ву, която е родена в Китай. Заедно със своя колега Майк Санчес разследват най-тежките и сложни случаи.
През 2000 – 2001 г., в чест на новия век, заедно с още 10 автори, участва в творчески експеримент създавайки съвместно романа „Фатални подозрения“. Участват Уилям Бернхард (редактор), Филип Марголин, Бони Макдугъл, Джон Лескроарт, Лайза Скоталайн, и др. Получените хонорари от този криминално-правен трилър са дарени на организацията „The Nature Conservancy“.
През 2011 г. заедно с дъщеря си Линдзи Глас, която е социален работник, основават организацията с нестопанска цел „Reach Out Recovery“. Тя работи областта на популяризиране на общностни решения за възстановяване от пристрастяване от наркотици и какво е необходимо на семействата за да се лекуват. Те обикалят страната и създават новаторските документални филми „Тайният свят на възстановяването“ и „Мълчаливото мнозинство“.
Тя е единственият автор, който служи като попечител на Фондацията на полицията в Ню Йорк. Работи и като вицепрезидент в „The Aster Repertory Theatre“, държавния театър във Флорида.
Лесли Глас живее със семейството си в Лонг Айлънд и в Сарасота, Флорида.

## Произведения

### Самостоятелни романи
- Getting Away With It (1976)
- Modern Love (1983)
- To Do No Harm (1992)
- Natural Suspect (2001) – с Уилям Бърнхарт, Джини Харцмарк, Майкъл Палмър, Джон Каценбах, Филип Марголин, Бони Макдъгъл, Брад Мелцър, Джон Лескроарт, Лайза Скоталайн и Лорънс Шеймс
Фатални подозрения, изд.: „ИнфоДАР“, София (2005), прев. Боряна Даракчиева
- Over His Dead Body (2003)
- For Love and Money (2004)
- Sleeper (2010)

### Серия „Ейприл Ву“ (April Woo)
1. Burning Time (1993)
Огън в пясъка, изд. „Мойри“ София (1998), прев.
2. Hanging Time (1995)
Време за бесене, изд. „Мойри“ София (1998), прев. Борис Недков
3. Loving Time (1996)
Време за любов, изд. „Мойри“ София (1999), прев. Данка Маразова
4. Judging Time (1998)
5. Stealing Time (1999)
6. Tracking Time (2000)
7. The Silent Bride (2002)
Мълчанието на булката, изд. „Унискорп“ (2005), прев. Михаела Михайлова
8. A Killing Gift (2003)
Талант за убиване, изд. „Унискорп“ (2005), прев. Михаела Михайлова
9. A Clean Kill (2005)

### Пиеси
- Strokes (1984)
- The Survivors (1989)
- On The Edge (1991)

### Екранизации
- 2011 The Secret World of Recovery – документален, автор, режисьор и продуцент
- 2013 The Silent Majority – документален, автор, режисьор и продуцент